# روبرتو تشن
روبرتو تشن (بالإسبانية: Roberto Chen)‏ (24 مايو 1994 بنما بنما - ) هو لاعب كرة قدم بنمي يلعب كمدافع.

## روابط خارجية
- روبرتو تشن على موقع إي إس بي إن إف سي (الإنجليزية)
- روبرتو تشن على موقع قاعدة بيانات كرة القدم.إي يو (الإنجليزية)
- روبرتو تشن على موقع ناشيونال فوتبول تيمز (الإنجليزية)
- روبرتو تشن على موقع Soccerbase.com (لاعب) (الإنجليزية)
- روبرتو تشن على موقع Soccerway.com (الإنجليزية)
- روبرتو تشن على موقع عالم كرة القدم.نت (الإنجليزية)
- روبرتو تشن على موقع AS.com (الإسبانية)